# می سان
می سان بخشی از معابد متروکه و جزئی ویران شده در ویتنام است که بین قرن چهارم و چهاردهم میلادی توسط پادشاهان چامپا (Chiêm Thành به ویتنامی) ساخته شده‌است. این معابد به پرستش خدای شیوا اختصاص داده شده‌است که تحت نام‌های مختلف محلی شناخته می‌شود که مهمترین آنها بهادرشوارا است.
می سان در نزدیکی روستای دوی فو (Duy Phú) در منطقه اداری دوی زوین در استان کوانگ نام در ویتنام مرکزی، ۶۹ کیلومتری جنوب غربی دا ننگ واقع شده‌است، و تقریباً ۱۰ کیلومتر با شهر تاریخی ترا کیو (Trà Kiệu) فاصله دارد. معابد در یک دره تقریباً با عرض دو کیلومتر قرار دارند که توسط دو رشته کوه احاطه شده‌است.
از قرن ۴ تا ۱۴ میلادی، این دره محلی برای برگزاری مراسم مذهبی پادشاهان سلسله‌های حاکم چامپا، و همچنین مکان دفنی برای افراد سلطنتی چم و قهرمانان ملی به دلیل نزدیکی با شهرهای چم ایندراپورا (آنگ دانگ) و سیماپورا (Trà Kiệu) بوده‌است زمانی، این مکان شامل بیش از ۷۰ معبد و همچنین بسیاری از سنگ یادبودهای دارای کتیبه‌های تاریخی مهم به زبان سانسکریت و زبان چامی بود.
می سان شاید طولانی‌ترین مکان باستان‌شناسی موجود در هندوچین باشد، اما بخش اعظم معماری آن با بمباران ایالات متحده در طی یک هفته هنگام وقوع جنگ ویتنام نابود شده‌است.
مجموعه معابد می سان یکی از مهمترین مجموعه معابد هندو در جنوب شرقی آسیا به حساب می‌آید و مهمترین مکان این میراث در ویتنام است. این مجموعه اغلب با دیگر مجموعه معابد تاریخی در جنوب شرقی آسیا مانند بوروبودور در جاوا اندونزی، انگکور وات از کامبوج، باگان از میانمار و پارک تاریخی آیوتایا در تایلند مقایسه می‌شود. از سال ۱۹۹۹، می سان توسط یونسکو به عنوان میراث جهانی شناخته شده‌است. یونسکو در بیست و سومین جلسه خود، با توجه به معیار (C (II، به عنوان نمونه ای از تکامل و تغییر فرهنگ، و مطابق با معیار (c(III، به عنوان نمونه ای از تمدن آسیایی که اکنون منقرض شده‌است، این مجموعه را در فهرست میراث جهانی یونسکو ثبت کرد.